# 89818 Jureskvarč
89818 Jureskvarč è un asteroide della fascia principale. Scoperto nel 2002, presenta un'orbita caratterizzata da un semiasse maggiore pari a 2,5676663 UA e da un'eccentricità di 0,0292586, inclinata di 10,66049° rispetto all'eclittica.
L'asteroide è dedicato all'astronomo sloveno Jure Skvarč.